# 絶唱!なにわで生まれた少女たち
「絶唱! なにわで生まれた少女たち」（ぜっしょう! なにわでうまれたしょうじょたち）は、日本の女性アイドルグループたこやきレインボーの3枚目のシングル。2014年9月3日にSTARDUST RECORDSから発売された。

## 概要
CDのみの関西限定盤、関ヶ原以西限定 東軍盤、関ヶ原以西限定 西軍盤とDVDが付いた会場限定盤の4形態で発売。

## 収録曲

### 関西限定盤
CD
1. 絶唱! なにわで生まれた少女たち
作詞・作曲・編曲：前山田健一
2. 365Go!
作詞：1010、作曲：1010、DJ ARTS a.k.a ALL BACK、編曲：DJ ARTS a.k.a ALL BACK

### 関ヶ原以西限定 東軍盤
CD
1. 絶唱! なにわで生まれた少女たち
2. 踊れ! 青春カルナバル
作詞・編曲：浅利進吾

### 関ヶ原以西限定 西軍盤
CD
1. 絶唱! なにわで生まれた少女たち
2. みんなのうた
作詞・作曲・編曲：MEG.ME

### 会場限定盤
CD
1. 絶唱! なにわで生まれた少女たち

DVD
1. 絶唱! なにわで生まれた少女たち「MUSIC VIDEO」
2. クリぼっちONE DAY!!メイキング映像

## リリース日一覧
| 地域 | リリース日   | レーベル         | 規格                 | カタログ番号                       |
| ---- | ------------ | ---------------- | -------------------- | ---------------------------------- |
| 日本 | 2014年9月3日 | STARDUST RECORDS | マキシシングル（CD） | SDMC-0161（関西限定盤）            |
| 日本 | 2014年9月3日 | STARDUST RECORDS | マキシシングル（CD） | SDMC-0162（関ヶ原以西限定 東軍盤） |
| 日本 | 2014年9月3日 | STARDUST RECORDS | マキシシングル（CD） | SDMC-0163（関ヶ原以西限定 西軍盤） |
| 日本 | 2014年9月3日 | STARDUST RECORDS | CD+DVD               | SDMC-0164（会場限定盤）            |